# نقوش كنعانية وآرامية (كتاب)
نقوش كنعانية وآرامية ( بالألمانية : Kanaanäische und Aramäische Inschriften)، أو KAI ، هو كتاب يُعد المصدر القياسي للنصوص الأصلية للنقوش الكنعانية والآرامية غير الواردة في الكتاب المقدس العبري .
نُشر لأول مرة من عام 1960 إلى عام 1964م في ثلاثة مجلدات من قبل المستشرقين الألمان هربرت دونر وفولفغانغ روليغ ، وجرى تحديثه في العديد من الإصدارات اللاحقة. 
حاول العمل "دمج فقه اللغة وعلم الحفريات والتاريخ الثقافي" في إعادة تحرير مصحوبة بتعليقات لمجموعة مختارة من النقوش الكنعانية والآرامية ، باستخدام "المواد المصدر ذات الصلة للثقافات الفينيقية والبونيقية والموآبية والعبرية قبل المنفى والآرامية القديمة"..  حصل روليج ودونر على دعم ويليام إف أولبرايت في بالتيمور وجيمس جيرمان فيفرييه في باريس وجورجيو ليفي ديلا فيدا في روما أثناء تجميع الإصدار الأول. 

## الإصدارات
صدرت الطبعة الرابعة بين عامي 1966 و1969م، ونشرت طبعة خامسة في عام 2002. ومع ذلك ، فإن الطبعة الخامسة تتألف من المجلد الأول فحسب (يظهر النصوص بالخط العبري الحديث) ، مما يوسع الطبعة السابقة بمقدار 40 نصًا. واقترحت نسخة محدثة من المجلد الثالث (ببليوغرافيا موجزة لجميع النصوص الواردة في المجلد الأول). 
كان الهدف من الطبعة الأولى تمثيل جميع النصوص المعروفة ذات الأهمية الكبيرة ، ولكن ليس أن تكون مدونة كاملة لتحل محل مدونة النقوش السامية Corpus Inscriptionum Semiticarum . وفيما يتعلق بالنقوش الآرامية ، جرى تضمين جميع النقوش على الحجر حتى الإمبراطورية الأخمينية ، في حين أن النقوش الآرامية الإمبراطورية ممثلة جزئيًا فقط. وجرى التركيز بشكل أقل على البرديات الآرامية والأوستراكا والألواح الطينية ، إذ كانت هذه المجموعات إما موجودة بالفعل أو تُعالج في مكان آخر. وقد تم اختيار البرديات والأوستراكا المدرجة من أجل توفير تقريب موضوعي للصورة. وكذلك استبعدت النقوش النبطية والتدمرية ، وكذلك معظم برديات جزيرة فيلة . 
ُُرُتبت النقوش جغرافيًا، ثم ترتيبًا زمنيًا داخل كل منطقة جغرافية؛ وجُعل تقسيم بين النقوش "البونية" و"البونية الجديدة" والذي تم الاعتراف بأنه غير موضوعي. 
أضيفت أربعة نصوص جديدة في الطبعة الثانية، - النص الرابع من نقوش كاراتبه (KAI 26)، والنصوص الثلاثة الجديدة (KAI 277-279). وفي الطبعة الخامسة، جرى إضافة 40 نصًا جديدًا، ويرجع ذلك أساسا إلى أنه لم يتم اكتشافها أو نشرها إلا بعد ظهور الطبعة الأصلية - مثل نقش أجريجينتوم (KAI 302) - أو مُنحت أهمية جديدة بسبب تفسير حديث. 
مجموعتين من النصوص الجديدة لم تُضمن في الطبعة الخامسة: النقوش الجديدة العبرية، إذ عُدّ تلخيصها جيدًا في J. Renz / W. Röllig ، Handbuch der Althebraische Epigraphik (Darmstadt 1995-2002) والنصوص الآرامية الإمبراطورية من مصر ، والتي اعتبرت ملخصة جيدا في كتاب الوثائق الآرامية من مصر القديمة . 

## النقوش الفينيقية

### AI: من "الوطن الأم" (KAI 1-22، 280-286)
جبيل
- KAI 1: تابوت أحيرام
- KAI 2: جرافيتي مقبرة جبيل
- KAI 3: ملاعق جبيل البرونزية
- KAI 4: نقش يحملك
- KAI 5: نقش أببعل (RES 505)
- KAI 6: نقش إيلبعل أو تمثال نصفي لاوسوركون
- KAI 7: نقش شفطبعل
- KAI 8: نقش شظية عبدا
- KAI 9: نقش ابن شفطبعل
- KAI 10: نصب يحوملك ( CIS I 1)
- KAI 11: نقش بتنعم
- KAI 12: نقش مذبح جبيل [5]
- KAI 14: تابوت أشمونعازر الثاني (CIS I 3)
- KAI 17: تكريس فينيقي لعشتار
- KAI 280: نقش جبيل الرخامي (Byblos 13, RES 1202)

صيدا
- KAI 13: تابوت تابنيت (RES 1202)
- KAI 14: تابوت أشمونعازر الثاني (CIS I 3، RES 1506)
- KAI 15-16: نقوش بدعشترت (RES 766-767)
- KAI 281: فتى معبد بعلشلم
- KAI 282: سيبوس عبد مسكر (RES 930)

صور
- KAI 17: عرش عشتار (RES 800)

أم العمد
- KAI18: نقش بعلشمم (CIS I 7)

خربة معصوب
- KAI 19: نقش معصوب (RES 1205)

الرويسة
- KAI 20-22: رؤوس السهام الفينيقية

الصرفند
- KAI 285: نقش تنيت سرفتا

تل ميقنة
- KAI 286: نقش عقرون التكريسي

### A.II: من سوريا وآسيا الصغرى (KAI 23-29، 287)
شمأل
- KAI 23: نقش حسنبيلي
- KAI 24: نقش كيلاموا
- KAI 25: صولجان كيلاموا

كاراتبه
- KAI 26: نقش كاراتبه ثنائي اللغة

أرسلان طاش
- KAI 27: تميمة أرسلان طاش
- KAI 28: نقش كركميش الفينيقي
- KAI 29: نقش صندوق أور

جبل ايرس داغي
- KAI 287: نقش جبل إيريس داغي

### A.III: من الجزر (KAI 30-47، 288-292)
قبرص

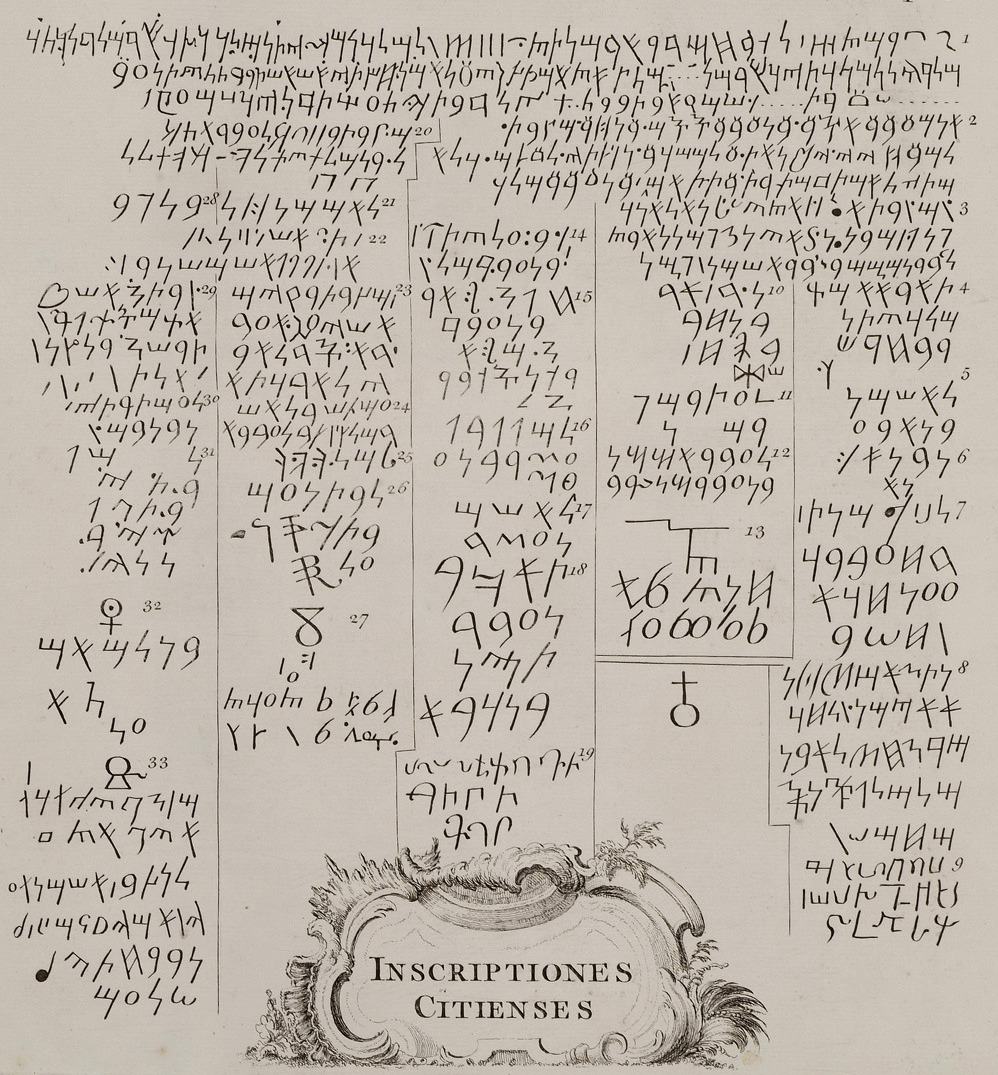
نقوش كتيون، التي نشرها ريتشارد بوكوك في عام 1745 م. كتب بوكوك في وصف كتيون: "يبدو أن الجدران كانت قوية جدًا، وفي الأساسات كُشفت العديد من الحجارة، عليها نقوش بأحرف غير مفهومة، والتي أفترض أنها من فينيقية قديمة."

- KAI 30: نقش قبرصي قديم (أصل غير معروف) [7]
- KAI 31: نقش بعل لبنان ( ليماسول ) (CIS I 5)
- KAI 32: أعمدة رشف كتيون (CIS I 10, 88)
- KAI 33, 35: نقوش بوكوك كتيون (CIS I 11, 46, 57–85)
- KAI 34: نقوش فينيقية في مقبرة كتيون (RES 1206)
- KAI 36: نقش كيليا (CIS I 47)
- KAI 37: تعريفات كتيون (CIS I 86A-B, 87)
- KAI 38-40: إيداليوم (KAI 39 = Idalion ثنائي اللغة) (CIS I 89-94)
- KAI 41: تاماسوس ثنائي اللغة (RES 1212-1213)
- KAI 42: عنات أثينا ثنائي اللغة (CIS I 95، RES 1515)
- KAI 43: نقش قاعدة تمثال لارنكا تيس لابيثو (RES 1211)
- KAI 46: حجر نورا (CIS I 144)
- KAI 288-290: نقوش كتيون اللاحقة

رودس
- KAI 44-45: نقوش رودس

سردينيا
- KAI 46: حجر نورا (CIS I 144)

مالطا
- KAI 47: سيبوس ملقرت (CIS I 122)

كريت
- KAI 291: نقش وعاء تيكي ( كنوسوس )

كوس
- KAI 292: نقش ثنائي اللغة يوناني هلنستي-فينيقي

- KAI 48: نقش ممفيس (RES 1, 235)
- KAI 49: نقش أبيدوس (CIS I 99-110)
- KAI 50-51: رسائل البردي الفينيقية
- KAI 52: تماثيل حربوقراط الفينيقية (RES 1507)

### AV: مناليونان(KAI 53-60، 293)
- KAI 53-55: نقوش أثينا (CIS I 115-117)
- KAI 56-60: نقوش بيرايوس (CIS I 118-120)
- KAI 293: نقش ديميترياس

### A. إضافة: من داخلأوروبا(KAI 277، 294)
- KAI 277: لوحات بيرجي
- KAI 294: تمثال عشتار في إشبيلية

## النقوش البونية/البونيقية

### BI: من الجزر (KAI 61-68، 295-301)
- KAI 61: شاهدات مدينة (CIS I 123A-B)
- KAI 62: شاهدة غودش (CIS I 132)
- KAI 63: شاهدة ليليبايوم (CIS I 138)
- KAI 64: نقش بعشميم (CIS I 139)
- KAI 65: نقش جياردينو بيروتشي
- KAI 66: نقش بولي جيري ثلاثي اللغات (CIS I 143)
- KAI 67: نقوش ثاروس البونية (CIS I 158)
- KAI 68: قاعدة أولبيا (RES 1216)
- KAI 295: نقوش كهف ريجينا البونية
- KAI 296-298: نقوش موزيا البونية
- KAI 299-301: نقوش معبد أنتاس البونية

### B.II. من داخل أوروبا (KAI 69-72)
- KAI 69: تعرفة مرسيليا (CIS I 165)
- KAI 70: نقش أفينيون البونيقي (RES 360)
- KAI 71: نقش قادس الفينيقي
- KAI 72: نقوش إيبيزا الفينيقية

### B.III. من أفريقيا (KAI 73-116، 302-305)
قرطاج
- KAI 73: ميدالية دويميس (CIS I 6057, RES 5)
- KAI 74: تعريفة قرطاج (CIS I 167)
- KAI 76: نقش مهرجان قرطاج (CIS I 166)
- KAI 78: نقش نسب ميتسري (CIS I 3778)
- KAI 79: نقش كنمي (CIS I 3785)
- KAI 82: شاهدة بيرسيفوني البونيقية (CIS I 176)
- KAI 84: قاعدة رخامية لابن بعلشلك (CIS I 178)
- KAI 85: شواهد القبور القرطاجية (CIS I 184)
- KAI 86-88: شواهد_من_كنيسة_سانت_ماري(CIS I 264, 221, 1885)
- KAI 89: لوحة اللعن البونية (CIS I 6068)
- KAI 92: نقش شبلت الجنائزي (CIS I 5948، RES 768)
- KAI 97-98: نقوش ادرمت البونية
- KAI 100-101: نقوش ثنائيات اللغة بونية-ليبية
- KAI 102-116: شواهد سيرتا
- KAI 302: نقش اجريجنتوم (CIS I 5510)
- KAI 303: نقش إدارة قرطاج
- KAI 304-305: نقوش طرابلس البونيقية

سيرتا
- KAI 102-105: نقوش لازار كوستا
- KAI 106-116: نقوش الحفرة

## نقوش بونية حديثة

### CI: من أفريقيا (KAI 117-171)
- KAI 117: ضريح العمروني
- KAI 118-132: نقوش طرابلس البونيقية (RES 662)
- KAI 133-135: نقوش بورغاد
- KAI 137: نقش ضريح ثينيسوت (RES 942, 1858)
- KAI 138: نقش بور تليلسا البونيقي الحديث
- KAI 139: نقش برج هلال البونيقي الحديث
- KAI 141: نقش جبل مسعود البونيقي الحديث
- KAI 142: نقش هينشير بريجيتا
- KAI 143-144: نقوش هنشير غورغور البونيقية الحديثة
- KAI 145-158: نقوش مكثر وميدي (RES 161-181, 2221)
- KAI 159: نقش ألتيبوروس (هنشير مدينة).
- KAI 161: نقوش شرشال البونيقية الحديثة
- KAI 162-164: شواهد سيرتا
- KAI 165: نقوش قلعة بوصبع البونيقية الحديثة
- KAI 166-169: نقوش عين نشمة
- KAI 170: نقوش جينيت البونيقية الحديثة
- KAI 171: نقوش زاتارا البونيقية الحديثة

### C.II: من سردينيا (KAI 172-173)
- KAI 172: سانت أنتيوكو ثنائي اللغة (CIS I 149)
- KAI 173: نقش بيثيا

## D. النقوشالموآبيةوالعمونية(KAI 181، 306، 307-308)
- KAI 181: مسلة ميشع
- KAI 306: نقش الكرك
- KAI 307: نقش قلعة عمان
- KAI 308: نقش تل سيران

## Eـ. النقوشالعبرية(KAI 182-200)
- KAI 182: تقويم تل الجزر (RES 1201)
- KAI 183-188: أوستراكا السامرة
- KAI 189: نقش سلوان
- KAI 190: أوستراكون عوفل
- KAI 191: نقش شبنا
- KAI 192-199: رسائل لاخيش
- KAI 200: أوستراكون يبنه-يم

## F. النقوشالآرامية

### FI: من سوريا وفلسطين والصحراء العربية (KAI 201-230، 309-317)
البريج
- KAI 201: نصب ملقرت

تل آفيس
- KAI 202: نقش زكور

سمأل
- KAI 214: تمثال هدد - بلغة مميزة تُعرف الآن باسم الشمألية .
- KAI 215: نقش باناموا الثاني
- KAI 216-221: نقوش برراكب

السفيرة
- KAI 222-224: نقوش السفيرة
- KAI 227: لوح ستاركي — ربما من السفيرة

تيماء
- KAI 228-230: أحجار تيماء (CIS II 113–115)

النيرب
- KAI 225-226: نصب النيرب – نقش سين زير ابني ونصب سي جابور

تل فخرية
- KAI 309: نقش تل الفخرية ثنائي اللغة

تل قاضي
- KAI 310: نصب تل قاضي

ساموس
- KAI 311: مقدمة حصان حزائيل

دير علا
- KAI 312: نقش دير علا — غير مقبول بشكل عام على أنه آرامي.

### F.II: منآشور(KAI 231-257)
- KAI 231: نقش تل حلف
- KAI 232: نقش عاج أرسلان طاش
- KAI 233-236: أوستراكون وألواح آشور
- KAI 237-257: النقوش الآرامية الحضرية

### F.III: منآسيا الصغرى(KAI 258-265، 278، 318-319)
- KAI 258: نقش كويو كيسيسيك
- KAI 259: حجر حدود غوزنة
- KAI 260: نقش ساردس ثنائي اللغة
- KAI 261: نقش ساريادين
- KAI 262: نقش ليميرا ثنائي اللغة (CIS II 109)
- KAI 263: أوزان الأسد الآشوري (CIS II 108)
- KAI 264: نقش أريبسون
- KAI 265: نقش فراسا ثنائي اللغة
- KAI 318: شواهد داسكيليون
- KAI 319: نصب ليتون ثلاثي اللغة

### F.IV: من مصر (KAI 266-272)
- KAI 266: بردية أدون
- KAI 267: شاهدة سقارة الآرامية (CIS II 122)
- KAI 268: مائدة قرابين السيرابيوم (CIS II 123)
- KAI 269: لوحة كاربنترا (CIS II 141)
- KAI 270: درام أوستراكون (CIS II 137)
- KAI 271: برديات وأوستركا إلفنتين (CIS II 138)
- KAI 272: نصب عنخ-حابي (CIS II 142)

### FV: من مناطق نائية (KAI 273-276، 279، 320)
- KAI 273: نقش تاكسيلا الآرامي
- كاKAI ي 274-275: نقوش بحيرة سيفان
- KAI 276: نصب سيرابيت
- KAI 279: نقش قندهار ثنائي اللغة
- KAI 320: نقش بوكان

## الملاحق

### الملحق الثاني. النقوش اللاتينية الليبية (KAI 178-180)
- KAI 180: نقش سرت

## هوامش
1. 1 2 3  Röllig 1995, p.204-205
2. ↑  Kanaanäische und aramäische Inschriften [Band I, Harrassowitz]
3. 1 2  Kanaanäische und Aramäische Inschriften. ج. I. 1961.
4. 1 2  Kanaanäische und Aramäische Inschriften. ج. V. 2002.
5. ↑  Inscription phénicienne de Byblos d'époque romaine, René Dussaud, Syria. Archéologie, Art et histoire, volume 6, issue 3, pp. 269-273 نسخة محفوظة 2024-06-03 على موقع واي باك مشين.
6. ↑  Pococke, v. II pg. 213
7. ↑  Honeyman, A. (1939). The Phoenician Inscriptions of the Cyprus Museum. Iraq, 6(2), 104-108. doi:10.2307/4241651 نسخة محفوظة 2023-04-18 على موقع واي باك مشين.